# Гордон Олександр Віталійович
Олекса́ндр Віта́лійович Гордо́н (рос. Александр Витальевич Гордон, 26 грудня 1931, Москва — 7 грудня 2020) — радянський і російський кінорежисер, сценарист і актор.

## Біографія
Народився 26 грудня 1931 року у Москві. Закінчив режисерський факультет ВДІКу (1960, майстерня Михайла Ромма). Член КПРС з 1953 року.
У 1964—1970 роках працював на кіностудії «Молдова-фільм», де поставив картини «Остання ніч в раю» (1964), «Сергій Лазо» (1967) і «Крадіжка» (2 серії, 1970). До своєї смерти був режисером кіностудії «Мосфільм».
Писав оповідання, повісті, сценарії. Дублював фільми Андрія Тарковського «Ностальгія» і «Жертвопринесення», зняті за кордоном.
Пробував себе в рідкісному для доперебудовного Радянського Союзу жанрі жорсткого кримінально-пригодницького фільму («Сутичка в хуртовині», «Подвійний обгін», «Викуп»), що допускав силове протистояння між злочинцем і громадянином «доби розвиненого соціялізму».
Помер 7 грудня 2020 року.

## Родина
- Дружина — Марина Арсеніївна Тарковська (1934—2024), лінгвіст, письменниця, редактор, критик, дочка поета Арсенія Тарковського і сестра режисера Андрія Тарковського.
- Син — Михайло Олександрович Тарковський, біолог, письменник.
- Донька — Катерина Олександрівна Тарковська, кіноакторка, вийшовши заміж за громадянина Німеччини, жила у Мюнхені. Зараз мешкає у Москві.

## Фільмографія
- 1983 — «Ностальгія» — озвучування
- 1986 — «Жертвопринесення» — озвучування

### Режисер-постановник
- 1956 — «Вбивці» (короткометражний) — спільно з А. Тарковським і М. Бейку
- 1959 — «Сьогодні звільнення не буде ...» (средньометражний) — спільно з А. Тарковським
- 1962 — «Кам'яні кілометри» (короткометражний)
- 1964 — «Остання ніч в раю»
- 1967 — «Сергій Лазо»
- 1970 — «Крадіжка»
- 1977 — «Сутичка в хуртовині»
- 1979 — «Сцени з сімейного життя»
- 1982 — «Людина, яка закрила місто»
- 1984 — «Подвійний обгін»
- 1986 — «Викуп»
- 1990 — «Футболіст»

### Сценарист
- 1956 — «Вбивці»
- 1959 — «Сьогодні звільнення не буде»

### Актор
- 1956 — «Вбивці» — Джордж, бармен
- 1958 — «Сьогодні звільнення не буде» — сапер, який прийняв стрільна в капітана Галіча (немає в титрах)

## Книги
- Александр Гордон об Андрее Тарковском «Не утоливший жажды», М., ВАГРИУС, 2007, 384 стр., ISBN 978-5-9697-0341-4
- Александр Гордон «Тучерез или невероятное вероятно» [Архівовано 19 жовтня 2020 у Wayback Machine.], М, Бослен, 2016, 256 стр., ISBN 978-5-91187-258-8